# نشان ملی پاناما
نشان پاناما هرالدیک برای پاناما است. این نشان به‌طور موقت و سپس به‌طور قطعی توسط همان قوانینی که پرچم پاناما را پذیرفته بودند به تصویب رسید.
عقاب هارپی (Harpia harpyja)، پرنده ملی پاناما، گونه‌ای از عقاب روی این نشان است.

## توضیحات
بخش مرکزی شامل تنگه پاناما است. قسمت بالایی نشان از دو ربع تشکیل شده است. قسمت بالای آن روی زمینه‌ای نقره‌ای دارای یک شمشیر و یک تفنگ است. در سال ۱۹۰۴، این نشان توسط قانون ۶۴ در ۴ ژوئن ۱۹۰۴ که توسط رئیس مجمع جنارو اورتگا امضا شد و توسط رئیس‌جمهور، مانوئل آمادور گوئررو، تحریم شد، رسمیت یافت.

نشان پاناما در یک پس‌زمینه سبز

## قانون عقاب هارپی

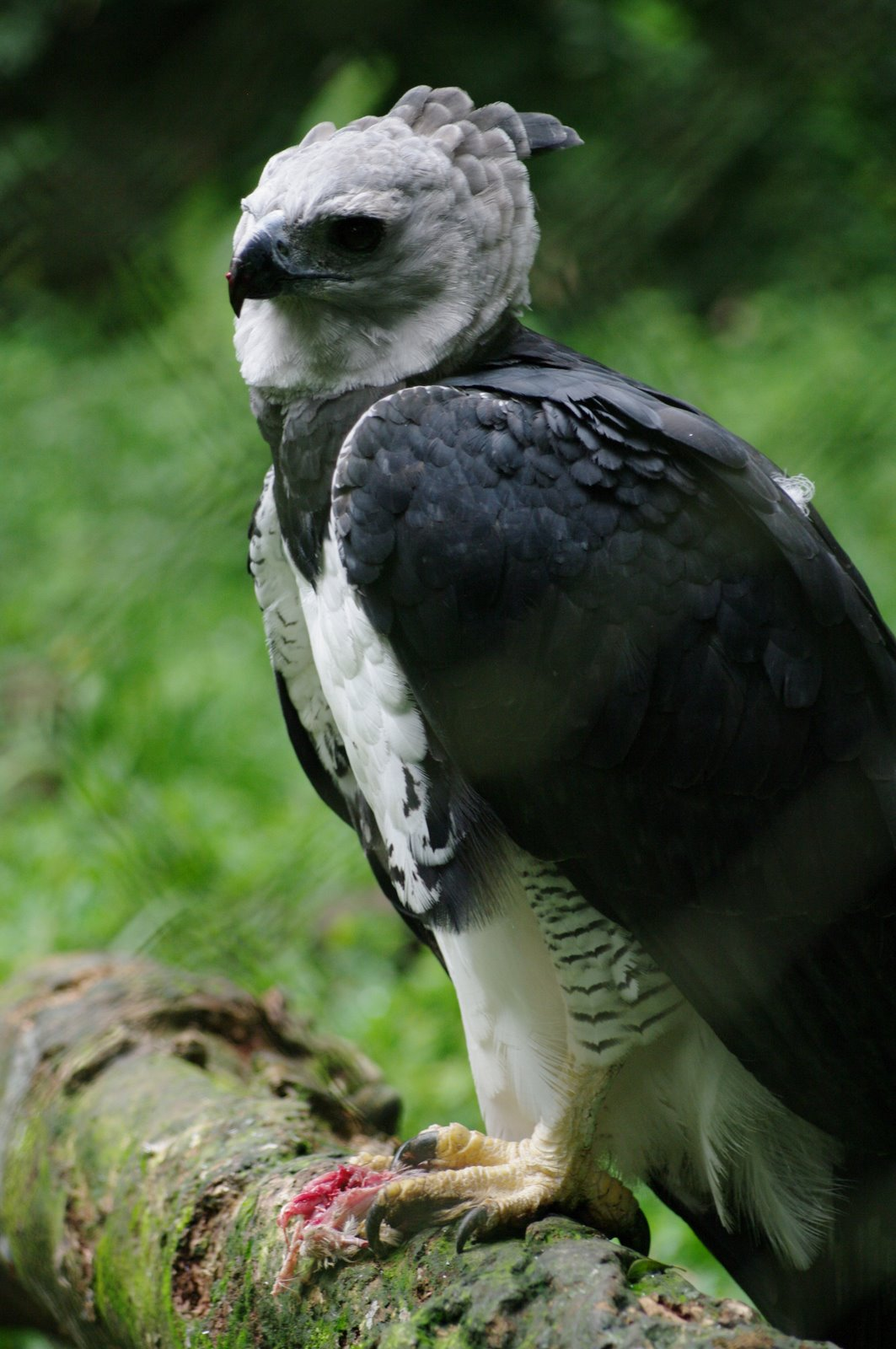
عقاب هارپی بالغ در باغ وحش سائوپائولو

قانون ۳۴ سال ۱۹۴۹، بیان کرد که یک عقاب باید در بالای نشان باشد. با این حال، مشخص نکرد که چه گونه عقابی است.
قانون ۱۸ سال ۲۰۰۲ عقاب هارپی (Harpia harpyja) را پرنده ملی کرد. و برای مشخص کردن اینکه چه گونه عقابی باید روی نشان باشد، در ۱۷ مه ۲۰۰۶، قانون ۵۰ به تصویب مجلس شورای ملی رسید تا قانون ۱۸ سال ۲۰۰۲ اصلاح شود. عقاب هارپی (Harpia harpyja) گونه‌ای از عقاب است که بر روی نشان جمهوری پاناما وجود دارد.

## نگارخانه

نشان‌های تاریخی
ایالت فدرال پاناما (۱۸۵۸–۱۸۶۳)
دولت مستقل پاناما  (۱۸۶۳–۱۸۸۶)
(۱۹۰۳–۱۹۰۴)
(۱۹۰۴–۱۹۲۵)
(۱۹۲۵–۱۹۴۱)
(۱۹۴۱–۱۹۴۶)
(۱۹۴۶–۲۰۰۶)
(۲۰۰۶–۲۰۱۴)